# 32582 Mayachandar
32582 Mayachandar este o planetă minoră (asteroid) din centura de asteroizi. A fost descoperită pe 18 august 2001 la Experimental Test Site⁠(d) de Lincoln Near-Earth Asteroid Research. 
Obiectul prezintă o orbită caracterizată de o semiaxă mare de 2,3504698 UAi, o excentricitate de 0,2, o înclinație de 1,76645 ° în raport cu ecliptica.